# Eveline Decroos
Eveline Decroos (Bonheiden, 26 dicembre 1984) è un'ex cestista belga.
Alta 182 cm, giocava come ala.

## Carriera
Nel 2007 è stata convocata per gli Europei in Italia con la maglia del Belgio.